# Bo Nielsen
Bo Nielsen (ur. 2 czerwca 1973) – duński piłkarz, występujący na pozycji napastnika.

## Życiorys
Jest wychowankiem Nørre Aaby, w którym rozpoczynał także seniorską karierę. W 1996 roku został piłkarzem Aalborg Chang. W rundzie wiosennej sezonu 1996/1997 w rozgrywkach 2. division w 19 meczach zdobył 15 bramek, a jego klub awansował w tamtym sezonie do 1. division. Następnie przeszedł do Silkeborg IF. W barwach Silkeborgu zadebiutował w Superligaen, co miało miejsce 27 lipca 1997 w wygranym 2:0 spotkaniu z Herfølge BK. W sezonie 1997/1998 zdobył wraz z Silkeborgiem wicemistrzostwo Danii. W latach 1998–2001 grał w Aarhus GF, a następnie ponownie z Silkeborgu. Ogółem w barwach AGF i Silkeborgu rozegrał w Superligaen 130 spotkań, w których zdobył 51 goli. W 2003 roku, z powodu bycia rezerwowym w Silkeborgu, Nielsen został wypożyczony do FC Nordjylland, gdzie strzelił 8 bramek. W latach 2004–2005 ponownie był piłkarzem Silkeborgu, jednakże nie zagrał w tym okresie żadnego meczu. Po wygaśnięciu kontraktu 1 stycznia 2006 roku postanowił zakończyć karierę i zostać elektrykiem. W kwietniu 2006 roku wznowił karierę, zostając zawodnikiem Bolbro GIF. W klubie tym występował do 2008 roku. Następnie grał amatorsko w Allesø GF.

## Statystyki ligowe
| Sezon         | Klub           | Liga        | Mecze | Gole |
| ------------- | -------------- | ----------- | ----- | ---- |
| 1996/1997 (w) | Aalborg Chang  | 2. division | 19    | 15   |
| 1997/1998     | Silkeborg IF   | Superligaen | 3     | 0    |
| 1998/1999     | Aarhus GF      | Superligaen | 30    | 12   |
| 1999/2000     | Aarhus GF      | Superligaen | 28    | 8    |
| 2000/2001     | Aarhus GF      | Superligaen | 13    | 3    |
| 2001/2002 (j) | Aarhus GF      | Superligaen | 7     | 3    |
| 2001/2002     | Silkeborg IF   | Superligaen | 22    | 12   |
| 2002/2003     | Silkeborg IF   | Superligaen | 19    | 3    |
| 2003/2004     | FC Nordjylland | 1. division | ?     | 8    |
| 2004/2005     | Silkeborg IF   | Superligaen | 0     | 0    |
| 2005/2006 (j) | Silkeborg IF   | Superligaen | 0     | 0    |